# Saint-Germain-Laval (Loire)
Saint-Germain-Laval is een gemeente in het Franse departement Loire (regio Auvergne-Rhône-Alpes). De plaats maakt deel uit van het arrondissement Roanne. Saint-Germain-Laval telde op 1 januari 2022 1.594 inwoners.

## Geografie
De oppervlakte van Saint-Germain-Laval bedroeg op 1 januari 2022 17,08 vierkante kilometer; de bevolkingsdichtheid was toen 93,3 inwoners per km².

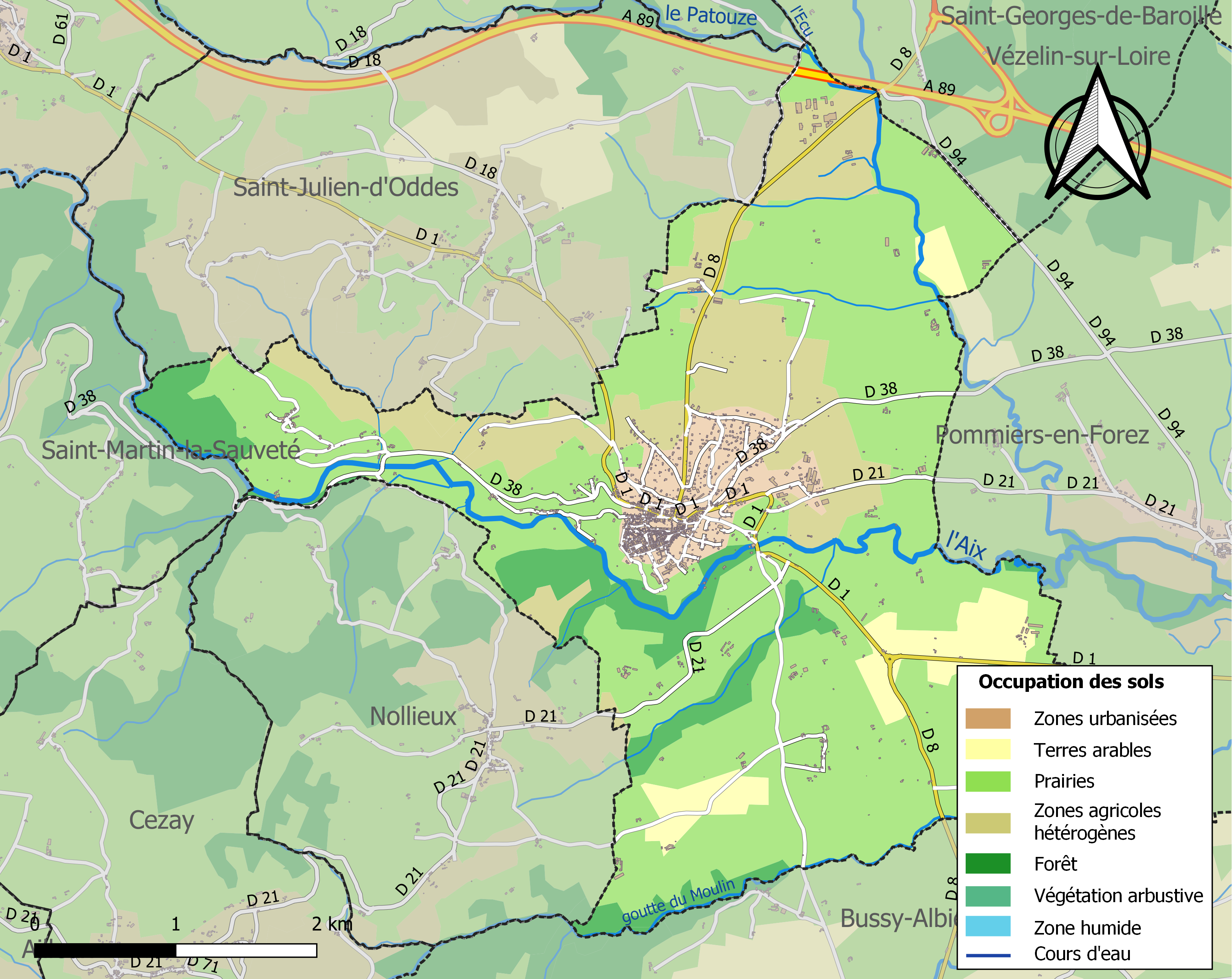
Kaart van de gemeente met de belangrijkste infrastructuur, bodemgebruik en omliggende gemeenten

## Demografie
Onderstaande figuur toont het verloop van het inwonertal (bron: INSEE-tellingen).

## Geboren
- Auguste Badoit (1796-1858), ondernemer